# Ан-Нахда (футбольный клуб, Эль-Хубар)
«Аль-Нахда» — саудовский футбольный клуб из города Эль-Хубар, выступающий в Первом дивизионе Саудовской Аравии по футболу. Основан в 1950 году.

## История
«Аль-Нахда» выступала в Саудовской лиге со второго сезона после её основания в 1976 году. Вплоть до 1990 года она финишировала в чемпионате неизменно во второй половине турнирной таблицы, но не вылетала из лиги. По итогам сезона 1989/90 «Аль-Нахда» заняла предпоследнее место в Саудовской лиге и покинула её. На протяжении следующих четырёх лет клуб дважды поднимался в Саудовскую лигу и дважды возвращался в Первый дивизион. В 1999 году «Аль-Нахда» и вовсе стала последней в Первом дивизионе и опустилась во Второй дивизион.
В 2000-х годах «Аль-Нахда» лишь однажды выходила в Первый дивизион, но сразу же вылетела из него. В 2011 году команда вновь завоевало место во второй по значимости саудовской футбольной лиге, а спустя два года вышла в Про-лигу. Для этого ей понадобилось сыграть в дополнительном турнире, так как три команды поделили второе место по итогам чемпионата 2012/13, а путёвка наверх была лишь одна. «Аль-Нахда» в первом мачте сыграла вничью с «Эр-Риядом», а затем обыграла со счётом 2:0 «Аль-Халидж». Судьба команды определялась в очном противостоянии её соперников, в котором «Аль-Нахду» устраивал любой результат кроме победы «Эр-Рияда» с разницей более чем в один мяч, что в результате и произошло.
В Про-лиге 2013/14 «Аль-Нахда» играла роль главного аутсайдера турнира, сумев одержать первую победу лишь в 18-м туре. В сезоне 2014/15 «Аль-Нахда» до последнего тура претендовала на повышение в классе, но в сверхважной игре с «Аль-Вахдой» в предпоследнем туре была разгромлена в гостях 1:4, оказавшись в меньшинстве в середине первого тайма. По итогам следующего чемпионата «Аль-Нахда» и вовсе должна была вылететь во Второй дивизион, но из-за скандала с договорными матчами вокруг клуба «Аль-Муджаззаль» осталась в Первом дивизионе.

## История выступлений
| Сезон   | Дивизион        | Место          | Кубок |
| ------- | --------------- | -------------- | ----- |
| 1976/77 |                 |                |       |
| 1977/78 | Саудовская лига | 7-е            |       |
| 1978/79 | Саудовская лига | 7-е            |       |
| 1979/80 | Саудовская лига | 7-е            |       |
| 1980/81 | Саудовская лига | 8-е            |       |
| 1981/82 | Саудовская лига | 3-е в группе В |       |
| 1982/83 | Саудовская лига | 8-е            |       |
| 1983/84 | Саудовская лига | 9-е            |       |
| 1984/85 | Саудовская лига | 9-е            |       |
| 1985/86 | Саудовская лига | 10-е           |       |
| 1986/87 | Саудовская лига | 10-е           |       |
| 1987/88 | Саудовская лига | 8-е            |       |
| 1988/89 | Саудовская лига | 9-е            |       |
| 1989/90 | Саудовская лига | 11-е           |       |
| 1990/91 | Первый дивизион | 1-е            |       |
| 1991/92 | Саудовская лига | 11-е           |       |
| 1992/93 | Первый дивизион | 1-е            |       |
| 1993/94 | Саудовская лига | 11-е           |       |
| 1994/95 | Первый дивизион |                |       |

| Сезон   | Дивизион        | Место          | Кубок |
| ------- | --------------- | -------------- | ----- |
| 1995/96 |                 |                |       |
| 1996/97 |                 |                |       |
| 1997/98 |                 |                |       |
| 1998/99 | Первый дивизион | 10-е           |       |
| 1999/00 | Второй дивизион | 6-е            |       |
| 2000/01 | Второй дивизион |                |       |
| 2001/02 | Второй дивизион | 3-е            |       |
| 2002/03 | Второй дивизион | 8-е            |       |
| 2003/04 | Второй дивизион | 4-е            |       |
| 2004/05 | Второй дивизион | 3-е            |       |
| 2005/06 | Второй дивизион | 2-е            |       |
| 2006/07 | Первый дивизион | 14-е           |       |
| 2007/08 | Второй дивизион | 6-е            |       |
| 2008/09 | Второй дивизион | 4-е            |       |
| 2009/10 | Второй дивизион | 5-е            |       |
| 2009/10 | Второй дивизион | 1-е в группе А |       |
| 2011/12 | Первый дивизион | 3-е            |       |
| 2012/13 | Первый дивизион | 2-е            |       |
| 2013/14 | Про-лига        |                |       |